# Ilimanu
Ilimanu (Dadu'a für „Vogelberg“) ist eine Aldeia auf der südostasiatischen Insel Atauro, die zu Osttimor gehört. 2015 hatte die Aldeia 257 Einwohner.

## Geographie und Einrichtungen
Die Aldeia Ilimanu bildet den Mittelteil des Sucos Vila Maumeta (Gemeinde Atauro), an der Ostküste Atauros. Nördlich von Ilimanu befindet sich die Aldeia Ilitecaraquia und südlich die Aldeia Eclae. Im Westen grenzt Ilimanu an den Suco Maquili.
Im Osten der Aldeia liegt der Mittelteil von Vila Maumeta (Vila), dem Hauptort der Insel. Hier im Ortsteil Ilimanu befindet sich im Süden die kleine katholische Pfarrkirche Nossa Senhora do Rosario. Außerdem sind hier ein Büro der Electricidade de Timor-Leste (EDTL) und die Dienststelle der Polizei (PNTL).